# Gentil Diniz Barreto
Dom Gentil Diniz Barreto (Fortaleza, 23 de novembro de 1910 — Mossoró, 9 de outubro de 1988) foi um Bispo Católico Brasileiro. Exerceu a função de Bispo Diocesano de Mossoró entre 1960 e 1984.

## Biografia
Natural de Fortaleza, nascido a 23 de novembro de 1910, filho de Artur Diniz Barreto e de Mari Luiza Diniz Barreto. Onde muito cedo foram morar em Olinda, Pernambuco. O menino Gentil foi batizado no dia 05 de novembro de 1911, pelo padre José Alves Quindere, fez sua primeira comunhão no dia 29 de setembro de 1918, na cidade de Olinda, por Frei Athanásio; depois foi crismado em 15 de maio de 1921, pelo bispo daquela diocese.
Iniciou seus estudos na Escola Pública Municipal de Olinda, onde cursou o primário, logo após foi cursar o secundário de Olinda, ingressando no dia 25 de janeiro de 1922, foi transferido para o Seminário de João Pessoa, em fevereiro de 1927, onde fez o curso de Filosofia, permanecendo até novembro de 1930, depois ele voltou a frequentar o seminário de Olinda, onde cursou Teologia, entre os anos de 1931 a 1933.
Foi ordenado em Olinda, no dia 23 de junho de 1933.
Seu primeiro cargo foi vigário cooperador da cidade de Nazaré, de 01 de julho de 1933 a 11 de outubro de 1933. Neste tempo ocupou também o Secretariado do Bispado.
Por ser um sacerdote muito determinado ocupou vários cargos: vigário ecônomo de Goiani, vigário da Paróquia de Macaparema em 1936, capelão em Usina. Capelão de Ginásio Santa Cristina e também da Casa Imaculada Conceição, em Nazaré, vigário em Nazaré em 1941, vigário de Goiania, em 1943, vigário de Vertente, vigário em Aliança, entre outras.
Nos anos de 1945, o padre Gentil Diniz veio para Mossoró, onde serviu como secretário particular do então bispo Dom João Batista Portocarrero Costa, o reverendíssimo Gentil Diniz foi residir no Ginásio Diocesano de Santa Luzia, onde ocupou o cargo de diretor daquela instituição de ensino.
Sua Ordenação Episcopal ocorreu em 21 de setembro de 1960 e teve como consagrador principal Dom Carlos Gouveia Coelho, arcebispo de Olinda e Recife, e como co-consagradores, Dom João de Sousa Lima, O.Cist, arcebispo de Manaus e Dom Otávio Barbosa Aguiar, o qual era bispo de Campina Grande na época.
Faleceu no dia 09 de outubro de 1988 em Mossoró, vítima de um câncer no aparelho digestivo. Foi sepultado na Catedral de Santa Luzia de Mossoró.

## Ordenações episcopais
Foi ordenante principal da ordenação episcopal de Dom José Freire de Oliveira Neto, na época eleito bispo titular de Illici e auxiliar de Mossoró, e anos depois seu sucessor na referida diocese, em 2 de junho de 1974, em Roma, e co-sagrador de Dom Antônio Soares Costa, na época eleito bispo titular de Synnada na Mauritânia e auxiliar de Natal. 